# Dojrentsi
Dojrentsi (bulgariska: Дойренци) är ett distrikt i Bulgarien.   Det ligger i kommunen Obsjtina Lovetj och regionen Lovetj, i den centrala delen av landet, 140 km öster om huvudstaden Sofia.
Omgivningarna runt Dojrentsi är en mosaik av jordbruksmark och naturlig växtlighet. Runt Dojrentsi är det ganska tätbefolkat, med 60 invånare per kvadratkilometer.